# Cheryl Gibson
Cheryl Ann Gibson (ur. 28 lipca 1959 w Edmonton) – kanadyjska pływaczka, srebrna medalistka olimpijska z Montrealu.
Zawody w 1976 były jej jedynymi igrzyskami olimpijskimi. Zdobyła srebro na dystansie 400 m stylem zmiennym. Była dwukrotną brązową medalistką mistrzostw świata w 1978, na 100 i 200 metrów stylem grzbietowym. Wywalczyła sześć medali Igrzysk Wspólnoty Narodów, w tym pięć w konkurencjach indywidualnych. Była wielokrotną medalistką  igrzysk panamerykańskich w 1975 oraz cztery lata później. W 1975 zdobyła srebro na dystansie 200 metrów stylem zmiennym i motylkowym, była trzecia na dystansie 200 metrów stylem grzbietowym i zmiennym. W 1979 zdobyła srebro w sztafecie 4 × 100 metrów stylem zmiennym oraz na dystansie 100 i 200 metrów stylem grzbietowym. 